# 水谷不倒
水谷 不倒（みずたに ふとう、1858年12月19日（安政5年11月15日） - 1943年（昭和18年）6月21日）は、国文学者、小説家。名古屋生まれ。本名は弓彦。
1894年（明治27年）東京専門学校卒。坪内逍遥に師事して小説「錆刀」（1896年）などを発表するが、学究肌の人で、1899年（明治32年）大阪毎日新聞社に入り、1905年（明治38年）退社、以後近世文学の研究に専念した。主として浄瑠璃を研究、校注を施した。「著作集」（全8巻、中央公論社）がある。墓所は雑司ヶ谷霊園。

## 著書
- 平賀源内 裳華書房 1896　中公文庫　1977
- 枯野の真葛 春陽堂 1897
- 近世列伝躰小説史 春陽堂 1897
- 現世相 駸々堂 1901
- にが笑 駸々堂 1902
- 『菅公実伝』金尾文淵堂、1902年。
- 竹本摂津大掾 二代目越路太夫 博文館 1902
- 岩窟穽 金尾文淵堂 1907
- 千軒長者 如山堂 1908
- 『独文階梯直訳独案内』精華書院、1911年。
- 絵入浄瑠璃史 太洋社 1916
- 『明治大正古書価之研究』駿南社〈古書研究叢書 第1〉、1933年。
- 『古書の研究』駿南社〈古書研究叢書 第2〉、1934年。
- 『草双紙と読本の研究』奥川書房、1934年。
- 『古版小説插画史』大岡山書店、1935年。
- 『選択古書解題』奥川書房・釣之研究社、1937年。
- 水谷不倒著作集 全8巻 中央公論社 1973－77
  - 『水谷不倒著作集 第1巻』中央公論社、1974年。
  - 『水谷不倒著作集 第2巻』中央公論社、1973年。
  - 『水谷不倒著作集 第3巻』中央公論社、1974年。
  - 『水谷不倒著作集 第4巻』中央公論社、1974年。
  - 『水谷不倒著作集 第5巻』中央公論社、1973年。
  - 『水谷不倒著作集 第6巻』中央公論社、1975年。
  - 『水谷不倒著作集 第7巻』中央公論社、1974年。
  - 『水谷不倒著作集 第8巻』中央公論社、1977年。

## 校注
- 江戸作者浄瑠璃集 博文館 1898（続帝国文庫）
- 竹田出雲浄瑠璃集 博文館 1898（続帝国文庫）
- 義太夫百番 博文館 1899
- 紀海音浄瑠璃集 博文館 1899（続帝国文庫）
- 近松半二浄瑠璃集 博文館 1899（続帝国文庫）
- 並木宗輔浄瑠璃集 博文館 1900（続帝国文庫）
- 文耕堂浄瑠璃集 博文館 1900（続帝国文庫）
- 脚本傑作集 博文館 1899-1902（続帝国文庫）
- 世話浄瑠璃大全 精華書院 1907
- 近松傑作全集 早稲田大学出版部 1910
- 続近松浄瑠璃集 博文館 1910（続帝国文庫）
- 仮名草子 水谷文庫 1919、復刻名著普及会　1992
- 其磧自笑傑作集 江島其磧・八文字屋自笑 博文館 1929（帝国文庫）